# Mikhail Bakhtin
Mikhail Mikhajlovitj Bakhtin (russisk: Михаи́л Миха́йлович Бахти́н, tr. Mikhaíl Mikhájlovitj Bakhtín eller Bachtin;født 17. november 1895. død 7. marts 1975) var en russisk litterat og semiotiker. Han brugte det meste af sit liv i eksil i Kazakhstan, fordi hans teorier ikke behagede det stalinistiske regime. Hans særdeles originale syn på litteratur og sprog har siden fundet bred anvendelse i vestlig post-moderne teori. Blandt hans vigtige ideer er ideen om at sproglige tegn nødvendigvis er dialogiske og polyfone – det vil sige at deres betydning opstår i et spændingsfelt af de stemmer der har brugt ordet igennem tiden og som stadig klinger i ordet. Denne indsigt brugte han til at forstå hvordan romaner er opbygget af mange andre stemmer end bare forfatterens, et fænomen som Bakhtin kaldte heteroglossia. I beskrivelsen af litterære genrer brugte han også begrebet "kronotop" til at beskrive den forestillingsverden i et nexus af imaginært tid, sted og sociale forhold i hvilken romaner udspiller sig. I sine vigtigste værker analyserede han Dostojevskijs og Rabelais' romaner, i sin analyse af Rabelais gjorde han brug af begrebet "karnevalsk" (carnevalesque) til at beskrive de ofte groteske litterære universer .
På dansk er i 2006 udkommet Rum, tid & historie.